# 李海观 (1920年)
李海观（1920年5月—），原名希涛，男，青海西宁人，中国书法家，曾任中国书法家协会理事。